# Трухмени
Трухмени су туркијска етничка група Туркмена, која претежно живи у Русији, на северу Кавказа у (Ставропољској Покрајини), а где су се населили крајем 17. века. 